# Clementia Taylor
Clementia Taylor ( nacida Doughty ; 17 de diciembre de 1810 - 11 de abril de 1908) fue una activista en defensa de los derechos de las mujeres y radical británica.  

## Biografía
Clementia (conocida como Mentia por sus amigos) nació en Brockdish, Norfolk, en una familia de doce hijos. Su familia era unitaria, y Clementia se convirtió en la institutriz de las hijas de un ministro unitario que dirigía un internado para niños en Hove. En 1842 se casó con Peter Alfred Taylor, el primo de sus alumnos. Taylor fue más tarde el miembro liberal del Parlamento de Leicester . 
En 1863 Peter Taylor compró Aubrey House en el distrito Campden Hill de Holland Park en el oeste de Londres. Los Taylor abrieron allí el Instituto Aubrey en los terrenos de la casa; El instituto les dio a los jóvenes la oportunidad de mejorar una educación deficiente. La biblioteca de préstamos y la sala de lectura del instituto tenían más de 500 libros.  
Taylor, Mary Estlin y Eliza Wigham participaron activamente en el movimiento contra la esclavitud en Inglaterra y en 1863 todas ellas formaron parte de la Ladies 'London Emancipation Society que dirigió Taylor. Los Taylor también estuvieron muy involucrados en el movimiento para la unificación italiana y Giuseppe Mazzini fue un visitante frecuente de Aubrey House. Durante su célebre visita a Londres en 1864, se realizó una recepción en la Casa Aubrey para Giuseppe Garibaldi después de que Garibaldi visitara a Mazzini. Entre las figuras radicales destacadas en la recepción estaban la feminista Emilie Ashurst Venturi; Aurelio Saffi, Karl Blind, Ferdinand Freiligrath, Alexandre Auguste Ledru-Rollin y Louis Blanc .
En la autobiografía de Moncure D. Conway, describe el salón de Taylor en Aubrey House y el "Pen and Pencil Club" de Clementia en el que se leía y exhibía el trabajo de jóvenes escritores y artistas. Conway, un abolicionista y clérigo estadounidense, se mudó a Notting Hill para estar cerca de los Taylor en Aubrey House.  Las reuniones sociales de Taylor también fueron señaladas por la autora estadounidense Louisa May Alcott .
Los asistentes al "Pen and Pencil Club" incluyeron al diarista Arthur Munby, y muchos poetas y autores que más tarde alcanzaron la fama. Aubrey House también fue visitada por las feministas Barbara Bodichon, Lydia Becker, Elizabeth Blackwell y Elizabeth Malleson . Clementia Taylor estaba en el comité organizador de la petición de 1866 a favor del sufragio femenino que John Stuart Mill presentó al parlamento británico; Las firmas de 1499 se cotejaron en Aubrey House. Fue allí donde el Comité de la Sociedad Nacional de Londres para el Sufragio de las Mujeres, celebró su primera reunión en julio de 1867.
En 1873, los Taylor vendieron Aubrey House debido a la mala salud de Peter y se trasladaron a un apartamento cerca del Parlamento mudándose a Brighton. Mentia Taylor murió en Brighton en 1908.